# André de Lohéac
Pour les articles homonymes, voir André de Laval et Lohéac (homonymie).
André de Montfort-Laval, dit André de Lohéac, seigneur de Lohéac et de Montjean, puis baron de Retz (du chef de sa femme Marie de Rais, fille de Gilles de Rais), amiral puis maréchal de France, est né en 1408 au château de Montsûrs et mort le 29 décembre 1486 à Laval.
Il accomplit son premier fait d'armes à 14 ans, résiste aux Anglais lorsqu'ils envahissent Laval en 1428, accompagne Jeanne d'Arc d'Orléans à Reims, et le roi Charles VII dans ses expéditions de 1440 à 1448. Il participe à la libération de la Normandie et de Bordeaux et à la résistance contre les Bourguignons. Entretemps, il est gouverneur de Paris et maréchal de France.
André de Lohéac et son frère Guy XIV de Laval avaient la particularité d'être vassaux du duché de Bretagne en même temps que de la Couronne de France avec le comté de Laval.

## Biographie

### Origine
André de Lohéac est le fils de Jean de Montfort dit Guy XIII de Laval (1385-1415) et d'Anne de Montmorency-Laval (1385-1466). Il était par sa mère petit-fils par alliance du connétable Bertrand du Guesclin.
```
Jean de Laval
 (1320-1398)
x 
Isabeau de Tinténiac
 (1325-1433)
│
└──> 
Jeanne de Laval
 (1350-1433)
     x 
Bertrand du Guesclin
 (1320-1380)
     x 
Guy XII de Laval
 (132?-1412)
     │
     └──> 
Anne de Laval
 (1385-1466)
          x 
Guy XIII de Laval
 (1385-1414)
          │
          ├──> 
Guy XIV de Laval
 (1406-1486)
          ├──> 
André de Lohéac
 (1408-1486)
          └──> 
Louis de Laval
 (1411-1489)
```

Le second des fils de Guy XIII, André, reçut comme fief principal la terre de Lohéac que son arrière grand-mère, Isabeau de la Roche-Bernard, avait apportée en 1364 à la maison de Montfort.
André et son frère Louis paraissent avoir été très liés : ils sont même parfois confondus par les historiens, et participent aux mêmes entreprises et reçoivent ensemble l'ordre de Saint-Michel lors de sa création par Louis XI.

### Le sort des enfants
Pour l'Art de vérifier les dates, les enfants de la Maison de Laval, à la mort de Guy XIII de Laval en 1414, étaient mineurs, il y a procès pour leur tutelle entre Raoul IX de Montfort, leur aïeul, et Anne, leur mère.
Le 3 juin 1417, Raoul IX de Montfort profitant du grabuge apporté par Anne de Laval, fait valoir ses prétentions à obtenir la garde de ses petits-enfants. Il profite de la discorde de la mère et la fille « pour la confusion des dites Anne et Jeanne est bon qu'il ait ladite garde », faisant ainsi courir le risque qu'il les éduque et les marie à sa convenance, ou pire, qu'il récupère leur héritage par leur mort accidentelle « car ceulz de Montfort seroient leurs héritiers s'ilz estoient mors ».
Jeanne et Anne s'allient alors plus ou moins, contre cette menace commune. La garde des enfants était alors confiée à Jeanne de Laval-Tinténiac et le gouvernement de leurs terres héritées de leur père à Louis de Loigny. Anne est encore alors sous la protection du roi puisqu'elle ne parle pas en son nom propre, mais accompagnée de Guillaume d'Orenge.
Depuis le « pourparlé du second mariage », la garde des enfants appartient à Jeanne et c'est à elle avant tout de défendre son statut de tutrice. Anne fait valoir le droit : dans la coutume d'Anjou et du Maine, un remariage n'empêche pas la garde des enfants, comme le conteste Raoul de Montfort. Les enfants sont d'abord de Laval avant d'être de Bretagne.
Il est précisé que « ladicte Anne emploie ce que dit la dicte dame Jehanne ». Anne confirme les dires de sa mère, et rajoute « que la dicte requeste ne se doit point adrecier contre elle […] n'a mie la puissance ne la garde de ses dits enfans, mais est enfermée par le fait de la dite dame Jehanne, sa mère ».
L'affaire est conclue en faveur d'Anne, car la garde « fut adjugée à celle-ci (Anne) par sentence de la justice du Mans, dont il y eut appel au Parlement, qui confirma ce jugement par un arrêt de l'an 1417 ».

### Carrière militaire

Bertrand du Guesclin

Au cours de la guerre de Cent Ans, armé de l’épée du connétable, il fait ses premières armes contre les Anglais dès l’âge de quinze ans. À la bataille de la Brossinière près de Bourgon en Mayenne, il est armé chevalier sur le champ de bataille par le comte d'Aumale en lui ceignant l'épée du connétable Bertrand du Guesclin.
Le 9 mars 1428, la ville de Laval ayant été prise de nuit par escalade, la garnison et le jeune André de Lohéac, alors âgé de dix-sept ans, se retirèrent dans le château de Laval et s'y défendirent pendant six jours. Ils se rendirent enfin aux Anglais.
Prisonnier de John Talbot, comte de Shrewsbury, il est libéré moyennant une rançon vers la mi-juin 1428. En 1428, André de Lohéac fut nommé lieutenant d'Arthur de Richemont, connétable de France et gouverneur du Maine pour le roi.

### Compagnon d'armes de Jeanne d'Arc

Batailles et opérations majeures en France entre 1415 et 1453.

Il rejoint le 8 juin 1429, à Selles-en-Berry (Selles-sur-Cher), l'armée royale que réunit Jeanne d'Arc et Jean II, duc d'Alençon, pour poursuivre la libération du Val de Loire après la levée du siège d'Orléans. Il se distingue, parmi d'autres, à Jargeau, Beaugency, et surtout à Patay où il combat à l'avant-garde.

### Le sacre de Charles VII
Avec son frère Guy XIV de Laval, il suit le souverain à Reims pour assister au sacre de Charles VII de France. Pour l'Art de vérifier les dates, le jour même de la cérémonie de son sacre (17 juillet 1429), Charles VII, dans un conseil nombreux qu'il tint, érigea la baronnie de Laval en comté, relevant nument du roi, par lettres qui furent vérifiées au parlement le 17 mai 1431.
Ces lettres sont fondées sur les motifs les plus honorables qu'elles énoncent, la grandeur et l'ancienneté de la maison de Laval, son immuable fidélité envers la couronne, les services importants qu'elle lui a rendus, les armées levées à ses dépens pour le besoin de l'État, les pertes qu'elle a essuyées de ses villes et de ses châteaux, etc.
En 1430, André de Lohéac est chargé de défendre Laval, qui avait été repris sur les Anglais le 25 septembre 1429.
En 1433, le roi Charles VII fait de Lohéac le gouverneur du comté de Laval, avec pouvoir d'assiéger les places anglaises de Normandie et d'y établir des gouverneurs. Avec Ambroise de Loré, il harcèle l'ennemi du côté normand. Venables, capitaine anglais, de l'abbaye de Saint-Gilles en Cotentin où il s'est retiré, fait aux alentours des excursions désastreuses pour les habitants.
Lohéac et Loré, sur les invitations pressantes du duc de Bretagne, tentent de le déloger de cette abbaye. À la tête de 800 soldats, ils y entrent de nuit par escalade ; mais les Anglais se défendent et les troupes doivent se retirer après leur avoir fait perdre 200 hommes. Venables, via ce succès, se met aussitôt en campagne et s'avance jusqu'à Lassay ; mais il s'y laisse surprendre. Les deux capitaines, suivis de 700 hommes, l'attaquent, le mettent en déroute et retournent à Laval avec un riche butin et de nombreux prisonniers.

### Amiral, puis maréchal de France
Il assiste au siège de Paris. En 1436, André de Lohéac, âgé de vingt huit ans, est pourvu de l'office d'amiral de France, où il remplace Louis de Culant.
En 1439, de Lohéac revint de nouveau à l'armée du roi qui, par suite de ses bons services, le nomma maréchal de France en remplacement de Pierre de Rieux, décédé. Il est déchargé de sa fonction d'amiral de France et remplacé par Prigent VII de Coëtivy pour devenir un peu plus tard, maréchal de France.
En 1441, le maréchal de Lohéac continua à combattre les Anglais autour de Paris ; il commandait l'armée au siège de Pontoise, sous le roi et le dauphin, lors de l'assaut qui emporta la ville ; il commandait la troisième attaque au boulevard du Pont, à la tête de la plus forte partie de l'armée ; au bout de deux heures et demie la ville fut prise.
Plus tard il se distingua contre la garnison anglaise de Mantes, qui fit une sortie jusqu'aux portes de Paris : il la défit entièrement et revint dans la capitale avec un grand nombre de prisonniers. L'année suivante, 1442, il se trouva au siège de Beauvais. En 1443, le maréchal de Lohéac alla avec le dauphin faire lever le siège de Dieppe. Il ramena à l’obéissance le comte d'Armagnac Jean V d'Armagnac, qui tenait en prison la comtesse de Comminges, son épouse, dont il n'avait pas d'enfant, afin de la contraindre à lui faire donation de ses terres.
En 1445, André de Lohéac participe au tournoi organisé lors du mariage de Marguerite d'Anjou, mariée par procuration, en la collégiale Saint-Georges de Nancy, à Henri VI, roi d'Angleterre (1421-1471).
En 1446, André de Lohéac participe au tournoi organisé par René d'Anjou à Saumur, et connu sous le nom d'« emprise du château de Joyeuse-Garde ».

### Campagne de Normandie (1449-1450)
Guy XIV et André de Lohéac prirent part à l'expédition rapide, par laquelle la Normandie fut enlevée aux Anglais. On les voit à la prise de Saint-Jacques-de-Beuvron, de Mortain, de Coutances, de Saint-Lô, de Carentan, de Valognes ; puis au siège de Fougères, enlevé à l'ennemi pendant la trêve et qui fut remis à Pierre de Bretagne, frère du duc François ; enfin à la bataille de Formigny, dans laquelle périrent 4 700 Anglais. Lohéac, après la soumission de Bayeux, reçut celle de Saint-Sauveur-le-Vicomte. II se trouva aux sièges de Caen et de Falaise, et à celui de Cherbourg, la dernière place qui restât à l'ennemi dans cette province.

### Campagne de Guyenne

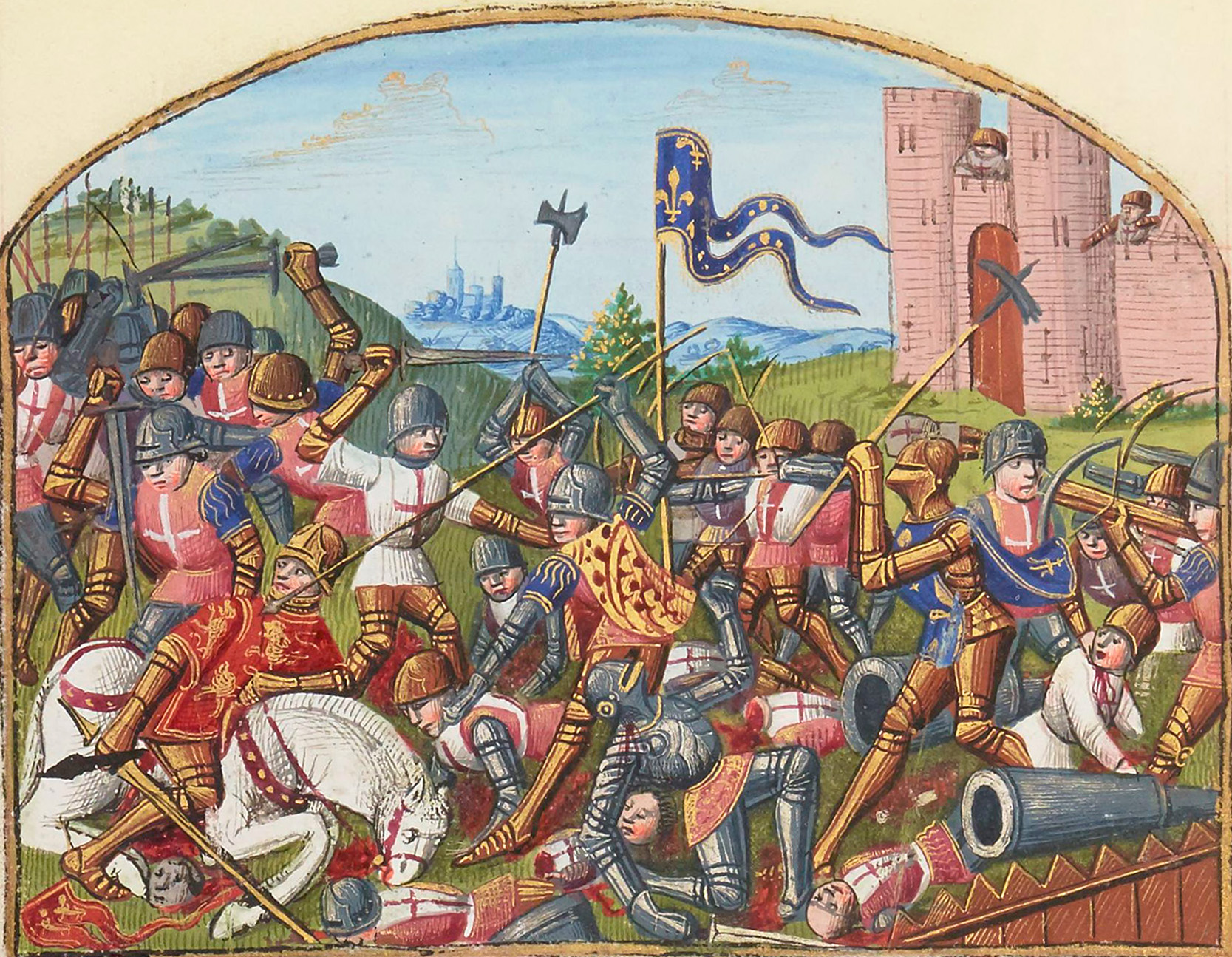
Bataille de Castillon.
Miniature extraite des Vigiles de Charles VII de Martial d'Auvergne, fin du XVe siècle, Paris, BnF, département des Manuscrits, ms. Français 5054 229.

En 1451, le maréchal André de Laval se trouva à la reddition de toute la Guyenne, aux sièges de Blaye, Bourbourg-Fronsac, à la prise de Bordeaux le 24 juin, et enfin au siège de Bayonne qui se rendit à lui le 20 août.
En 1453, les Anglais étant rentrés par trahison dans plusieurs villes de la Guyenne, le roi envoya pour les chasser le maréchal de Lohéac ; il mit le siège devant Castillon le 13 juillet ; les Anglais vinrent en grand nombre sous la conduite de John Talbot, pour faire lever le siège ; ils attaquèrent les Français, mais ils furent battus; Talbot et son fils, furent tués ; dès le lendemain, 19 juillet, Castillon se rendit ; Fronsac, Libourne, Langon, Cadillac, se rendirent également. Bordeaux restait à prendre, on en forma le blocus ; après plusieurs assauts l'ennemi qui manquait de vivres fut obligé de capituler le 14 octobre, et les Anglais furent entièrement chassés de France ; le roi fit alors bâtir près de Bordeaux les forts Trompette et du Ham.
Après la soumission de la Guyenne, il revient à Laval et au château de Montjean, qu'il fait relever. Il reste dans ce château pendant presque toute l'année 1454. Après le mariage de sa nièce Jeanne de Laval avec René d'Anjou, il reçoit l'ordre du roi de France de marcher contre Jean V d'Armagnac. Avec Jean Poton de Xaintrailles et le comte de Clermont, il entre sur les terres du comte à la tête des troupes de Guienne et se rend maître en peu de temps de 17 villes ou places fortes. Lectoure, malgré son château parfaitement fortifié, ne peut l'arrêter que quelques jours et doit à son tour faire sa soumission.

### Gendre de Gilles de Rais
Il se marie en 1451 avec Marie de Montmorency-Laval dite Marie de Rais, dame de Retz, fille unique de Gilles de Rais et veuve de Prigent VII de Coëtivy. Il s'agit de sa cousine, la fille de son compagnon d'arme du temps de Jeanne d'Arc.
Par ce mariage, il devient le nouveau baron de Retz et, entre autres, seigneur de Machecoul, de Champtocé-sur-Loire, etc.
Il perd sa femme le 1er novembre 1457. Au décès d'André de Lohéac, sans postérité, René de Rais, frère de Gilles de Rais, lui succède comme baron de Retz.

### Les relations avec Charles VII
Il sert Charles VII :
- Charles VII l'envoie à Paris pour y veiller à ses intérêts. Les Parisiens députèrent au roi plusieurs habitants chargés de l'assurer de leur fidélité[19] ;
- dans les batailles contre le Dauphin (1456), futur Louis XI. Avant avril 1457, il est envoyé en mission en Dauphiné où il influence son frère Louis, qui en est le gouverneur, pour rappeler aux habitants leur devoir d'obéissance au roi[20].

André de Lohéac est à l'origine de la reconstruction de la tour Rennaise à Laval en 1458. Sa construction est liée à la guerre de Bretagne. Le but étant d'édifier un second donjon, tourné vers la Bretagne. La structure est adaptée aux usages de l'artillerie de l'époque. On tient, dit Jacques Le Blanc de La Vignolle, que le maréchal de Lohéac, sous Charles VII, « fit bâtir la grosse tour où est à présent notre arsenal, et les tours de la porte Renaise, et son dessein étoit de faire bâtir dessus un donjon. »

### Les relations avec Louis XI
En 1461, à la mort de Charles VII et donc à l'avènement de Louis XI, le maréchal de Lohéac est disgracié par le nouveau roi, qui nomme maréchal de France à sa place Jean de Lescun.
André de Lohéac quitte alors la cour et habite tantôt à Laval, tantôt à Nantes jusqu'en 1465.
Le duc de Bretagne, désirant maintenir le nombre de neuf grandes baronnies du duché, diminué par la réunion de plusieurs des baronnies anciennes sur une même tête, rétablit la baronnie de Lanvaux et la donne à André de Lohéac.

### Ligue du Bien public
La guerre de la ligue du Bien public qui se déroule à partir d'avril 1465 entre la France et la Bretagne va être un test pour la stratégie de la famille de Laval.
En Bretagne, le conflit interagissait avec la question du contrôle des évêchés bretons, un sujet majeur et d'importance concernant l'indépendance du duché. Révolte des princes contre la politique de Louis XI qui veut briser leur volonté d’indépendance, la ligue du Bien public est une révolte féodale contre l’autorité royale, obligeant le roi à s'engager à la tête d'une armée de fidèles pour ramener ses vassaux dans le droit chemin.
André de Lohéac fait partie de l'opposition au roi Louis XI, et fait partie de la ligue du Bien public. André de Lohéac suit la révolte des princes. Il conduit 500 hommes d'armes « tous bretons en ordre et bien armez. »
Victorieuse à Montlhéry, l'armée quitte Étampes pour aller devant Paris ; André de Lohéac et Odet d’Aydie commandent l'avant-garde. Ce sont eux qui, arrivés au pont de Charenton, prennent, au moyen de l'artillerie, la tour et les fortifications qui en défendaient le passage. Ils logent à Conflans; le reste de l'armée s'établit à Saint-Maur. Louis XI parvint, par son adresse, à désunir tous les seigneurs qui s'étaient ligués et il fit la paix avec eux par le traité de Saint-Maur en date du 29 octobre 1465, dont l'une des conditions était qu'André de Lohéac serait premier maréchal de France.
Louis XI lui rendit donc sa charge de maréchal de France en 1465. En 1466, il fut nommé amiral de France, place qu'il cumula avec celle de maréchal jusqu'en 1476. En 1468, Louis XI le nomma lieutenant-général du gouvernement de Paris.

### Ordre de Saint-Michel

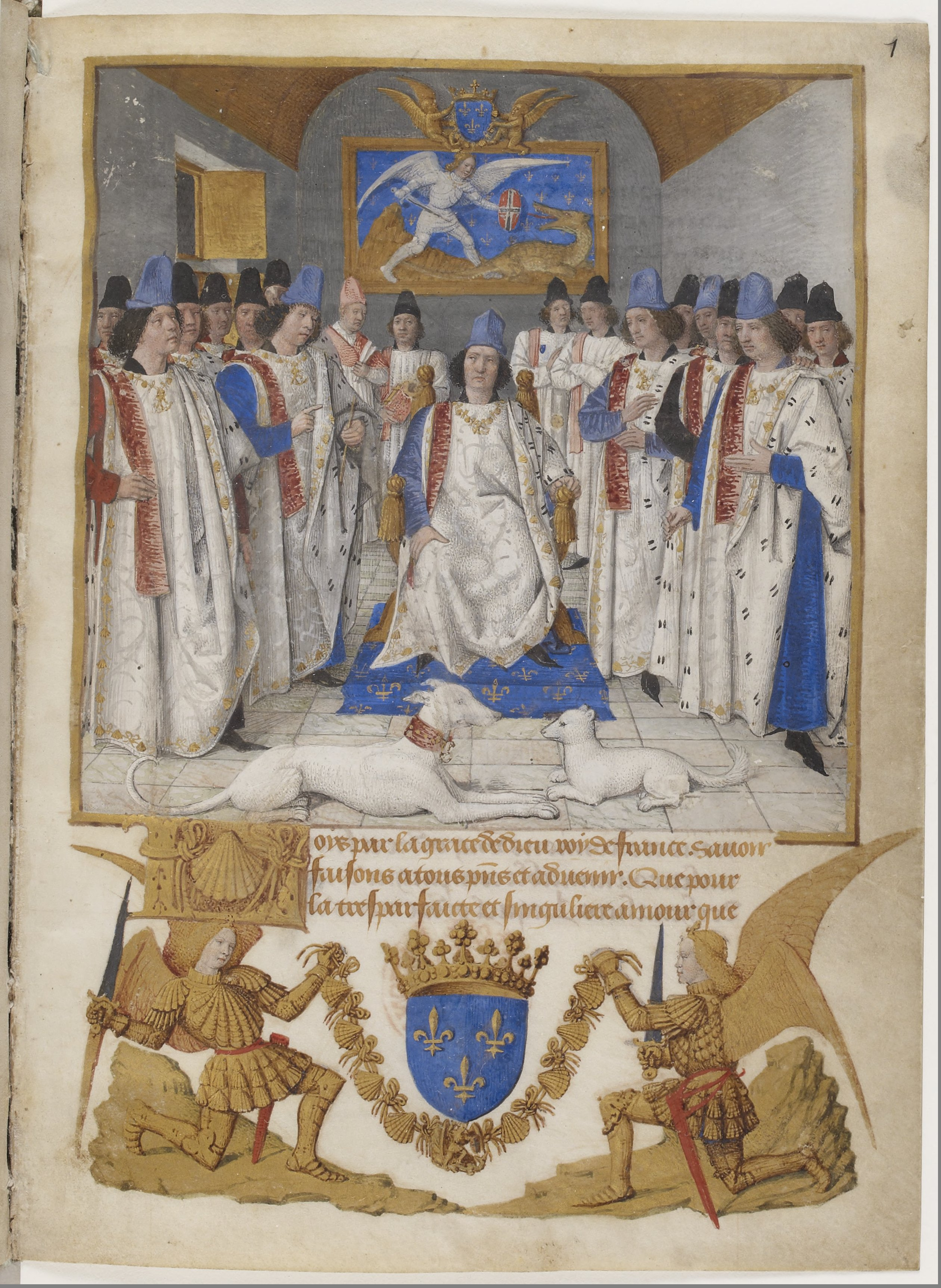
Louis XI préside le chapitre de Saint-Michel, dans les Statuts de l'ordre de Saint-Michel, miniature de Jean Fouquet, 1470, Paris, BnF.

Après la fin de la guerre de la ligue du Bien public, les Laval et Louis XI entretinrent de bonnes relations. La famille est restée en partie loyale au roi, et celui-ci en retour appréciait son soutien. En 1467, il marque sa gratitude en nommant les Laval au rang de membres éminents du royaume. C'est un nouveau privilège et une gratitude. Le retour en faveur d'André auprès du roi est aussi marqué lors de la création de l'ordre de Saint-Michel. Le fait d'être nommé dans les 15 premiers chevaliers de l'ordre est un honneur royal, mais aussi un moyen pour le roi de s'offrir allégeance des nobles principaux de son royaume. Le fait qu'André de Lohéac et Louis de Laval-Châtillon soient choisis parmi les 15 premiers chevaliers marquent l'importance de la famille de Laval à l'époque. Le maréchal de Lohéac fut le quatrième chevalier promu.
André de Lohéac fut nommé, en 1471, gouverneur de la Picardie. En 1472, il résiste avec succès aux attaques de Charles le Téméraire à Beauvais, bien défendue par ses habitants à la tête desquels s'illustre Jeanne Hachette. Louis XI vint au mois d'août 1472 demander l'hospitalité au maréchal derrière des épais murs du château de Montjean. En 1481, le roi lui donna la seigneurie de la ville de Pontoise.

### Décès
II passa dans le Logis de Montjehan, son hôtel de Laval les dernières années de sa vie. André de Lohéac meurt le 29 décembre 1486 à Laval sans postérité. Il fut enterré dans le chœur de la collégiale Saint-Tugal de Laval par Philippe de Luxembourg, évêque du Mans. Louis de Laval-Châtillon fonda une messe à Saint-Tugal qui devait être dite chaque jour pour le repos de l'âme de son frère. On y récitait, en outre, le De profundis, chaque année, le Jeudi saint, et on y célébrait un service le jour anniversaire de sa mort. La messe quotidienne fut dite jusqu'en 1793: elle était connue sous le nom de Messe du Maréchal.

## Armoiries
Pour son blason, Bertrand de Broussillon indique qu'il y a lieu de rectifier ce qui en est dit par Louis Morin de La Beauluère, qui lui attribue l'écu des anciens seigneurs de Lohéac, de pair plein, qui n'existe sur aucun de ses sceaux.
Toutes les empreintes qui existent de ceux-ci possèdent un écu de Montmorency-Laval brisé par un lambel à trois pendants. Chacun des pendants du lambel était chargé de triples lionceaux. Il faut ajouter ici que, au dire du héraut Berry, chacun des pendants du lambel du blason d'André de Lohéac aurait été chargé d'une pointe d'hermine.
| Figure | Blasonnement |
|        | Armes de André de Lohéac : D'or à la croix de gueules chargée de cinq coquilles d'argent et cantonnée de seize alérions d'azur ordonnés 2 et 2 ; au lambel brochant en chef d'argent à trois pendants chargés chacun de deux mouchetures d'hermine. Cimier : un lion de gueules lampassé d'or assis dans un vol d'hermine. Tortil d'or et de gueules, lambrequins d'hermine doublés de gueules. |

## Voir aussi

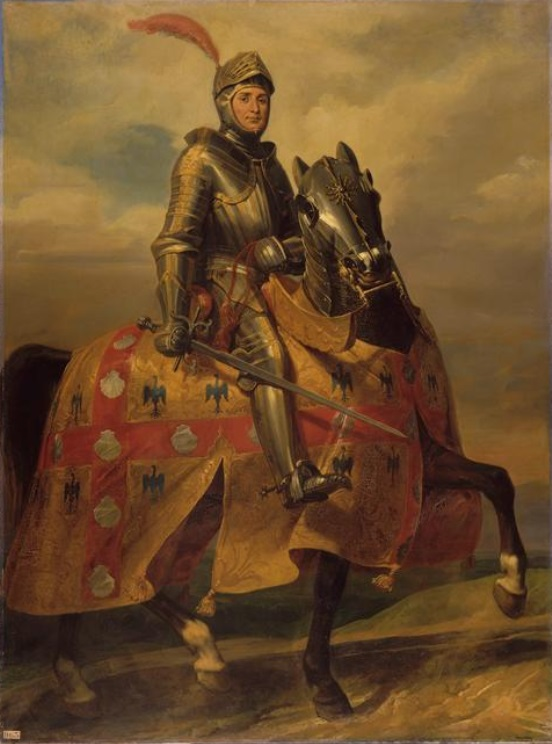
André de Montfort de Laval, seigneur de Lohéac, amiral de France (1411-1486).
Huile sur toile exposée dans la galerie des maréchaux de France, château de Versailles
(portrait imaginaire par Éloi Firmin Féron, 1835).